# Iglesia de San Nicolás de Tolentino (Ciudad Quezon)
La Iglesia de San Nicolás de Tolentino es una iglesia parroquial en la ciudad de Quezon en las Filipinas. Pertenece a la Diócesis de Cubao, en el Vicariato del Santo. Niño. Su festividad se celebra el 10 de septiembre, en honor de San Nicolás de Tolentino.
La parroquia lleva el nombre del santo patrón de las pobres almas del purgatorio y de la provincia agustino-recoleta de San Nicolás de Tolentino, cuya fiesta se celebra anualmente en septiembre.